# Клаудіней Барбоза да Сілва
Клаудіней Барбоза да Сілва або просто Клаудіней (порт.-браз. Claudinei Barbosa da Silva, нар. 27 березня 1994) — бразильський футболіст, нападник клубу «Епіцентр» (Дунаївці).

## Життєпис
Футболом розпочав займатися в Бразилії, де виступав за аматорські клуби. У 2019 році переїхав до України, де став гравцем чортківського «Кристалу», який виступав у чемпіонаті Тернопільської області. Наступного року перейшов до «Епіцентру», який виступав у чемпіонаті Хмельницької області та аматорському чемпіонаті України. На професіональному рівні дебютував за команду з Дунаївців 12 вересня 2020 року в переможному (1:0) виїзному поєдинку 2-го туру групи А Другої ліги України проти «Чернігова». Клаудіней вийшов на поле в стартовому складі та відіграв увесь матч. Дебютними голами за «Епіцентр» відзначився 23 жовтня 2020 року на 57-й та 68-й хвилинах переможного (3:0) виїзного поєдинку 8-го туру групи А Другої ліги України проти «Оболоні-2». Барбоса да Сілва вийшов на поле в стартовому складі, а на 71-й хвилині його замінив Антон Федоров.